# Vroil
Vroil es una comuna francesa situada en el departamento de Marne, en la región de Gran Este.

## Demografía
| 196 | 172 | 156 | 164 | 147 | 129 | 104 |
| Para los censos de 1962 a 1999 la población legal corresponde a la población sin duplicidades (Fuente: INSEE [Consultar]) |     |     |     |     |     |     |